# Maurice de Périgny
Pour les articles homonymes, voir Périgny.
Alexis Antoine Maurice, comte de Périgny né à Verdalle le  22 mars 1877 et mort à São Paulo le 4 août 1935, est un archéologue, photographe et explorateur français.

## Biographie
En 1901, il séjourne au Canada et aux États-Unis puis, en 1903, il se rend en Corée et au Japon (îles Riou-Kiou et Hokkaido où il étudie les Aïnos). Son ouvrage En courant le monde est fait d'impressions et de saynètes sur les divers pays qu'il a traversés. En 1904, il participe au VIIIe Congrès de Géographie à Washington et se rend en excursion à Mexico.

### Exploration et découvertes au Mexique et en Amérique centrale
Il visite en 1905 les sites d'Uxmal, Chichen Itza et de Kabah.  Lors d'un second voyage il explore   le Petén. Parti de Veracruz, il gagne Frontera, remonte le rio Usumacinta et le río San Pedro, atteint ensuite Progreso au Guatemala et, en traversant d'épaisses forêts, gagne La Libertad puis Flores. Il explore les ruines de Topoxté, découvre Nakum, alors totalement envahi par la végétation et dont il admire les ruines exceptionnelles. Il entre ensuite dans le Honduras britannique pour rejoindre Mérida à travers la péninsule du Yucatàn.
En 1906, il remonte la vallée du rio Hondo, découvre les ruines de RÍo Bec puis celles de Ycaïché, Chocolá et Nohochna. Abandonné par ses porteurs et malade, il se résigne à revenir à Mexico.

### Guatemala, Costa Rica et Première Guerre mondiale
En 1909, il effectue un séjour de huit mois en Amérique centrale. Le ministère de l'Instruction publique le charge d'effectuer les fouilles de Nakum. Il se rend alors au Guatemala pour y obtenir les autorisations, traverse la Baja Vera Paz puis l'Alta Vera Paz où il recrute des Indiens et, à Yaxha, rejoint ses itinéraires de 1905. Le site de Nakum est de nouveau envahi par la végétation. Il en fait dégager une vingtaine d'édifices comme le château haut de trente mètres, la maison des prêtres, le temple du roi et le temple des hiéroglyphes et évalue le site à une époque antérieure à la civilisation maya. Par ailleurs, il est chargé d'une mission économique sur les républiques d'Amérique centrale, en particulier le Costa Rica, par la Société de Géographie commerciale.  À son retour, il donne une conférence sur le pays, conférence publiée en 1910 dans le Bulletin de la Société de Géographie commerciale de Paris, tome XXXII, no 11, p. 693–714.
En 1913, Périgny est de retour au Costa Rica, qu'il parcourt durant quatre mois, laissant un des ouvrages les plus complets écrits en français jusqu'à cette date sur le pays. L'année suivante, la Première Guerre mondiale éclate et il s'engage comme volontaire dans l'armée française. Cela l'amène au Maroc au sein de l'état-major de Lyautey puis sur le front italien. Son livre sur le Costa Rica n'est donc publié qu'en 1918, à la fin de la guerre, en raison d’une longue maladie et de sa mobilisation durant la Grande Guerre.
La Grande Guerre signe la fin de sa vie d'archéologue américaniste.

### Disparition et fin de vie au Brésil
C'est en effet la fin de sa carrière d'américaniste, car quittant la France en 1920 pour le Brésil où il résidera jusqu'à son décès, il ne publie que peu et traduit des romans brésiliens.
Membre de la Société des Américanistes et de la Société de géographie de Paris, il en obtient la médaille d'or en 1909 et en 1916. Maurice de Périgny laisse une collection exceptionnelle de photographies des nombreux lieux qu'il a visité dans le monde entier.

## Publications
- En courant le monde, 1906
- Le Petén (Guatemala), La Géographie, 1907, p. 287-290
- Le Yucatán inconnus, La Géographie, 1908, p. 227-238
- Villes mortes de l'Amérique Centrale, Le Tour du monde, 1909, p. 445-480 et, 1911, p. 349-360
- Le pays des Aïnos, Bulletin de la Société de Géographie de Lille, décembre 1910, p. 1-15
- Mission dans l'Amérique Centrale (1909-1910), Archives des missions scientifiques, 1911, p. 1-16
- Les cinq républiques de l' Amérique centrale, 1911
- Les États-Unis du Mexique, 1912
- Les ruines de Nackun (Guatemala), La Géographie, 1912, p. 18-32
- La République de Costa Rica, Librairie Félix Alcan, 1918
- Au Maroc. Fès, la capitale du Nord, 1917
- Au Maroc. Marrakech et les ports du Sud, 1918
- Au Maroc.Casablanca-Rabat-Meknès, 1919
- Contes et poèmes de Costa Rica, P. Roger et cie, 1924 - traduction de contes de Ricardo Fernández, Lisímaco Chavarría et Aquileo Echeverría